# Ulrich Senger

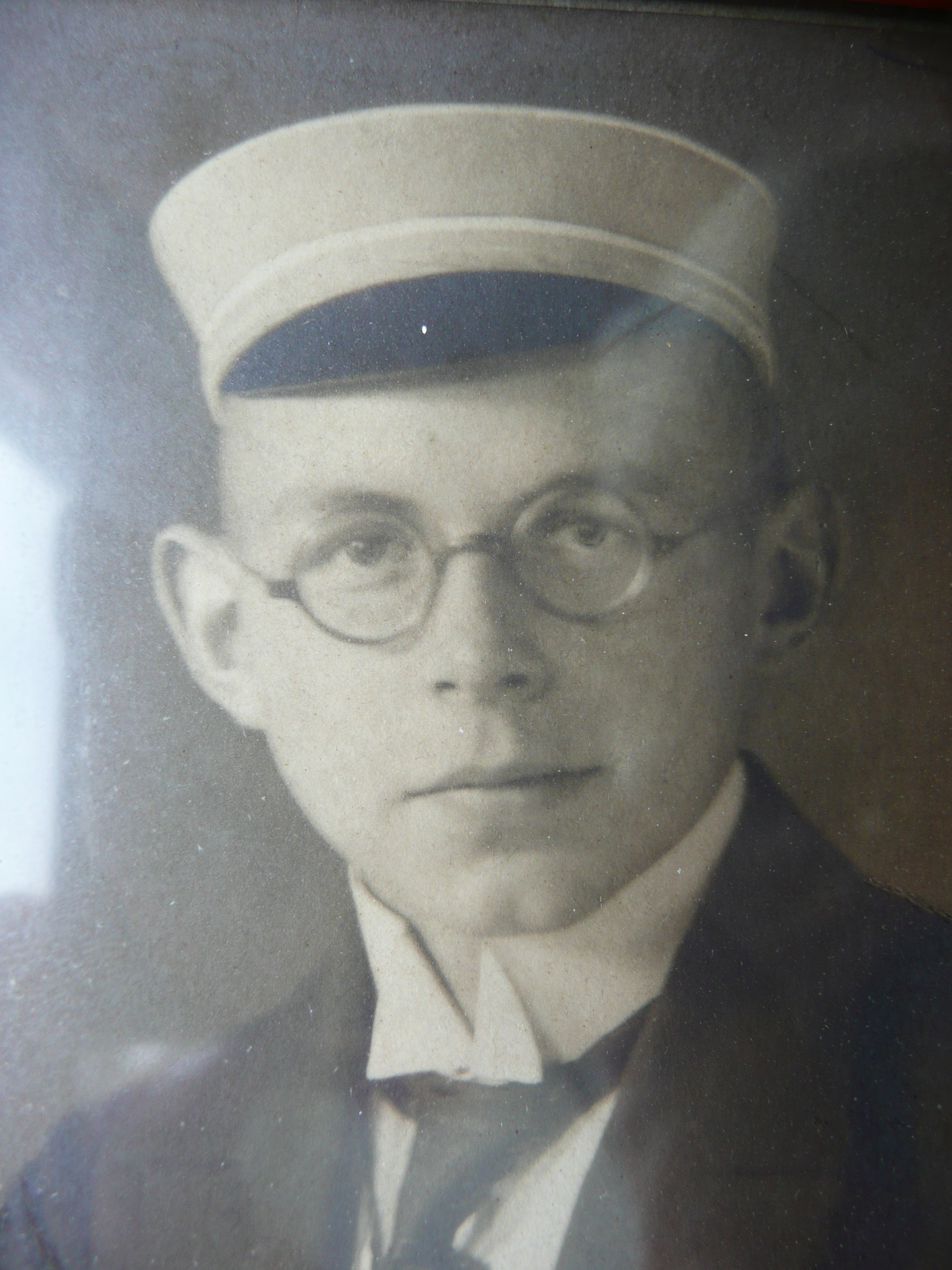
Ulrich Senger als Student (1921)

Ulrich Senger (* 24. April 1900 in Nordhausen; † 29. Juli 1973 in Stuttgart) war ein deutscher Ingenieur und Hochschullehrer.

## Leben
Senger wuchs in Nordhausen im Harz auf. Nach dem Abitur begann er an der Technischen Hochschule Stuttgart (der heutigen Universität Stuttgart) ein Maschinenbaustudium und wechselte mit dem Wintersemester 1920 an die Technische Hochschule Breslau. Dort wurde er auch Mitglied des Corps Silesia. 1923 schloss er seine Studien als Diplom-Ingenieur ab. 
Seine erste berufliche Stellung erhielt er als Prüfingenieur für Turbinen bei Brown, Boveri & Cie. (BBC) in Mannheim, während des Zweiten Weltkriegs war er an der Entwicklung von Hochdruckturbinen für Torpedoboote beteiligt.
Nach dem Krieg kehrte er zu BBC zurück, wechselte aber 1950 als ordentlicher Professor auf den Lehrstuhl für Turbinen und Triebwerke an der Technischen Hochschule Stuttgart, 1958 war er auch Rektor.
Ulrich Senger war Mitglied des Vereins Deutscher Ingenieure (VDI). Er hatte die Obmannschaft des VDI-Ausschusses für Abnahmeversuche an Verdichtern inne.

## Werke
- Antrittsrede des neuen Rektors Professor Ulrich Senger Über den Wirkungsgrad, in: Reden bei der Rektoratsübergabe am 2. Mai 1958, Stuttgart 1958, S. 19–40.